# Albiano (geologia)
| Periodo                                                                                     | Epoca                | Piano          | Età (Ma)    |
| ------------------------------------------------------------------------------------------- | -------------------- | -------------- | ----------- |
| Paleogene                                                                                   | Paleocene            | Daniano        | Più recente |
| Cretacico                                                                                   | Cretacico superiore  | Maastrichtiano | 72,2 ±0,2   |
| Cretacico                                                                                   | Cretacico superiore  | Campaniano     | 83,6 ±0,2   |
| Cretacico                                                                                   | Cretacico superiore  | Santoniano     | 85,7 ±0,2   |
| Cretacico                                                                                   | Cretacico superiore  | Coniaciano     | 89,8 ±0,3   |
| Cretacico                                                                                   | Cretacico superiore  | Turoniano      | 93,9 ±0,2   |
| Cretacico                                                                                   | Cretacico superiore  | Cenomaniano    | 100,5 ±0,1  |
| Cretacico                                                                                   | Cretacico inferiore  | Albiano        | 113,2 ±0,3  |
| Cretacico                                                                                   | Cretacico inferiore  | Aptiano        | 121,4 ±0,6  |
| Cretacico                                                                                   | Cretacico inferiore  | Barremiano     | 125,77      |
| Cretacico                                                                                   | Cretacico inferiore  | Hauteriviano   | 132,6 ±0,6  |
| Cretacico                                                                                   | Cretacico inferiore  | Valanginiano   | 137,05 ±0,5 |
| Cretacico                                                                                   | Cretacico inferiore  | Berriasiano    | 143,1 ±0,6  |
| Giurassico                                                                                  | Giurassico superiore | Titoniano      | Più antico  |
| Suddivisione del Cretacico secondo la Commissione internazionale di stratigrafia dell'IUGS. |                      |                |             |

Nella scala dei tempi geologici l'Albiano rappresenta l'ultimo dei sei piani o età in cui è suddiviso il Cretaceo inferiore, la prima epoca dell'intero periodo Cretaceo.
È compreso tra 112,0 ± 1,0 e 99,6 ± 0,9 milioni di anni fa (Ma), preceduto dall'Aptiano, il quinto piano del periodo Cretacico e seguito dal Cenomaniano, il primo piano del Cretacico superiore.

## Definizioni stratigrafiche e GSSP
L'Albiano fu proposto per la prima volta nel 1842 dal naturalista francese Alcide d'Orbigny. Il suo nome deriva da Alba,  il nome latinizzato del fiume Aube, in Francia.
Viene talvolta ulteriormente suddiviso nei due sottopiani "inferiore" e "superiore", noti in ambiente anglosassone anche come Vraconiano e Gaultiano.
La base dell'Albiano è definita dalla prima comparsa negli orizzonti stratigrafici dei coccolitofori della specie Praediscosphaera columnata.
Il limite superiore, nonché base del successivo Cenomaniano e del Cretaceo superiore, è fissato in corrispondenza della prima comparsa dei foraminiferi della specie Rotalipora globotruncanoides.

### GSSP
Il GSSP, il profilo stratigrafico di riferimento della Commissione Internazionale di Stratigrafia, non è ancora stato fissato (2010).

## Paleontologia

### †Anchilosauri
| Ankylosauria dell'Albiano | Ankylosauria dell'Albiano                  | Ankylosauria dell'Albiano                       | Ankylosauria dell'Albiano | Ankylosauria dell'Albiano |
| Taxa                      | Presenza                                   | Localizzazione                                  | Descrizione | Immagine                  |
| ------------------------- | ------------------------------------------ | ----------------------------------------------- | --- | ------------------------- |
| - Acanthopholis           |                                            |                                                 | |                           |
| - Animantarx              |                                            |                                                 | |                           |
| - Anoplosaurus            |                                            |                                                 | |                           |
| - Cedarpelta              |                                            | Cedar Mountain Formation, Utah, USA             | |                           |
| - Gobisaurus              | Aptiano e ?Albiano                         | Ulansuhai Formation, Mongolia interna, Cina     | |                           |
| - Pawpawsaurus            |                                            |                                                 | |                           |
| - Sauropelta              | Aptiano e Albiano                          | Cloverly Formation, Wyoming, Montana, Utah, USA | Nodosauride di taglia media, lungo circa cinque metri, caratterizzato da una coda lunga circa la metà dell'intero corpo. Il collo e il dorso erano protetti da un'estesa armatura che includeva anche dei caratteristici aculei. |                           |
| - Shamosaurus             |                                            | Mongolia                                        | |                           |
| - Silvisaurus             |                                            | Dakota Formation, Kansas, USA                   | Nodosauride dalla lunghezza stimata in circa quattro metri. Oltre alle tipiche placche osteoderme poligonali, sembra che fosse caratterizzato anche da aculei sulle scapole e sulla coda.                                        |                           |
| - Stegopelta              | Dal tardo Albiano al Cenomaniano inferiore | Frontier Formation, Wyoming, USA                | Genere di nodosauro poco conosciuto. |                           |
| - Texasetes               |                                            | Paw Paw Formation, Texas, USA                   | Non molto noto, è probabilmente un nodosauro. |                           |

### Uccelli
| Aves dell'Albiano | Aves dell'Albiano | Aves dell'Albiano | Aves dell'Albiano | Aves dell'Albiano |
| Taxa              | Presenza          | Localizzazione    | Descrizione       | Immagine          |
| ----------------- | ----------------- | ----------------- | ----------------- | ----------------- |
| - Gansus          |                   |                   |                   |                   |
| - Jeholornis      |                   |                   |                   |                   |

### Pesci ossei
| Osteichthyes dell'Albiano | Osteichthyes dell'Albiano | Osteichthyes dell'Albiano | Osteichthyes dell'Albiano | Osteichthyes dell'Albiano |
| Taxa                      | Presenza                  | Localizzazione            | Descrizione               | Immagine                  |
| ------------------------- | ------------------------- | ------------------------- | ------------------------- | ------------------------- |
| - Thrissops               |                           |                           |                           |                           |
| - Xiphactinus             |                           |                           |                           |                           |

### Pesci cartilaginei
| Chondrichthyes dell'Albiano | Chondrichthyes dell'Albiano | Chondrichthyes dell'Albiano | Chondrichthyes dell'Albiano | Chondrichthyes dell'Albiano |
| Taxa                        | Presenza                    | Localizzazione              | Descrizione                 | Immagine                    |
| --------------------------- | --------------------------- | --------------------------- | --------------------------- | --------------------------- |
| - Cretoxyrhina mantelli     |                             |                             |                             |                             |
| - Ischyodus                 |                             |                             |                             |                             |
| - Scapanorhynchus           |                             |                             |                             |                             |

### †Ceratopsi
| Ceratopsia dell'Albiano | Ceratopsia dell'Albiano | Ceratopsia dell'Albiano    | Ceratopsia dell'Albiano                                                                             | Ceratopsia dell'Albiano |
| Taxa                    | Presenza                | Localizzazione             | Descrizione                                                                                         | Immagine                |
| ----------------------- | ----------------------- | -------------------------- | --------------------------------------------------------------------------------------------------- | ----------------------- |
| - Yamaceratops          |                         | Deserto del Gobi, Mongolia | Posizione filogenetica intermedia tra Liaoceratops e Archaeoceratops all'interno dei Neoceratopsia. |                         |

### Crocodilomorfi
| Crocodylomorpha dell'Albiano | Crocodylomorpha dell'Albiano | Crocodylomorpha dell'Albiano | Crocodylomorpha dell'Albiano | Crocodylomorpha dell'Albiano |
| Taxa                         | Presenza                     | Localizzazione               | Descrizione                  | Immagine                     |
| ---------------------------- | ---------------------------- | ---------------------------- | ---------------------------- | ---------------------------- |
| - Sarcosuchus                |                              | Africa                       |                              |                              |

### †Ichthyosauri
| Ichthyosauria dell'Albiano | Ichthyosauria dell'Albiano | Ichthyosauria dell'Albiano | Ichthyosauria dell'Albiano | Ichthyosauria dell'Albiano |
| Taxa                       | Presenza                   | Localizzazione             | Descrizione                | Immagine                   |
| -------------------------- | -------------------------- | -------------------------- | -------------------------- | -------------------------- |
| - Platypterygius           |                            |                            |                            |                            |

### Mammiferi
| Mammalia dell'Albiano | Mammalia dell'Albiano                          | Mammalia dell'Albiano                            | Mammalia dell'Albiano | Mammalia dell'Albiano |
| Taxa                  | Presenza                                       | Localizzazione                                   | Descrizione           | Immagine              |
| --------------------- | ---------------------------------------------- | ------------------------------------------------ | --------------------- | --------------------- |
| - Eobaatar            | Parecchie specie dall'Hauteriviano all'Albiano | Spagna, Mongolia                                 |                       |                       |
| - Kollikodon          |                                                | Lightning Ridge, Nuovo Galles del Sud, Australia |                       |                       |
| - Steropodon          |                                                | Lightning Ridge, Nuovo Galles del Sud, Australia |                       |                       |

### †Ornithopodi
| Ornithopoda dell'Albiano | Ornithopoda dell'Albiano | Ornithopoda dell'Albiano                             | Ornithopoda dell'Albiano | Ornithopoda dell'Albiano |
| Taxa                     | Presenza                 | Localizzazione                                       | Descrizione | Immagine                 |
| ------------------------ | ------------------------ | ---------------------------------------------------- | --- | ------------------------ |
| - Altirhinus             |                          | Khukhtek Formation, Provincia di Dornogovi, Mongolia | Iguanodonte evoluto, basale rispetto alla famiglia degli Adrosauridi. |                          |
| - Atlascopcosaurus       | Aptiano e Albiano        | Dinosaur Cove, Victoria, Australia                   | Hypsilophodontidae lungo da due a tre metri. |                          |
| - Eolambia               | Albiano-Cenomaniano      | Utah, USA                                            | Iguanodonte |                          |
| - Leaellynasaura         |                          |                                                      | |                          |
| - Muttaburrasaurus       |                          |                                                      | |                          |
| - Nanyangosaurus         |                          | Cina                                                 | |                          |
| - Penelopognathus        |                          | Mongolia                                             | |                          |
| - Probactrosaurus        |                          | Cina                                                 | Iguanodonte adrosauroide lungo da cinque a sei metri. Era caratterizzato da un muso stretto, mandibola inferiore allungata e da una doppia fila di molari superiori appiattiti. Ritenuto possibile antenato del dinosauro a becco d'anatra. |                          |
| - Qantassaurus           |                          |                                                      | |                          |
| - Siluosaurus            | Barremiano e Albiano     |                                                      | |                          |
| - Tenontosaurus          |                          |                                                      | |                          |
| - Theiophytalia          | Aptiano e Albiano        | Purgatoire Formation, Colorado, USA                  | Iguanodonte intermedio tra Camptosaurus e Iguanodon. |                          |
| - Zephyrosaurus          | Aptiano e Albiano        | Cloverly Formation, Montana, USA                     | Hypsilophodonte |                          |

### †Plesiosauri
| †Plesiosauria dell'Albiano                   | †Plesiosauria dell'Albiano | †Plesiosauria dell'Albiano                    | †Plesiosauria dell'Albiano                                                                | †Plesiosauria dell'Albiano |
| Taxa                                         | Presenza                   | Localizzazione                                | Descrizione                                                                               | Immagine                   |
| -------------------------------------------- | -------------------------- | --------------------------------------------- | ----------------------------------------------------------------------------------------- | -------------------------- |
| - †Kronosaurus - †Kronosaurus queenslandicus | Aptiano e Albiano          | Distretto di Hughenden, Queensland, Australia | Pliosauro tra i più grandi, con una lunghezza totale del corpo di circa nove-dieci metri. |                            |

### †Pterosauri
| Pterosauria dell'Albiano | Pterosauria dell'Albiano           | Pterosauria dell'Albiano                                           | Pterosauria dell'Albiano | Pterosauria dell'Albiano |
| Taxa                     | Presenza                           | Localizzazione                                                     | Descrizione              | Immagine                 |
| ------------------------ | ---------------------------------- | ------------------------------------------------------------------ | ------------------------ | ------------------------ |
| - Amblydectes            |                                    | Cambridge Greensand, United Kingdom                                |                          |                          |
| - Coloborhynchus         |                                    | Marocco; Santana Formation, Brasile; Paw Paw Formation, Texas, USA |                          |                          |
| - Lonchodectes           |                                    | Kent e Sussex, Inghilterra                                         |                          |                          |
| - Lonchognathosaurus     |                                    | Lianmuxin Formation, Xinjiang, Cina                                |                          |                          |
| - Pterodaustro           | Valanginiano e Albiano             | Lagarcito Formation, Argentina                                     |                          |                          |
| - Santanadactylus        | Aptiano o Albiano                  | Santana Formation, Brasile                                         |                          |                          |
| - Thalassodromeus        | Dall'Aptiano all'Albiano inferiore | Santan do Cariri, Brasile; San Gallo, Svizzera                     |                          |                          |
| - Tupuxuara              | Albiano o Cenomaniano              | Santana Formation, Brasile                                         |                          |                          |
| - Zhejiangopterus        | ?                                  | Zhejiang, Cina                                                     |                          |                          |

### †Sauropodi
| Sauropoda dell'Albiano | Sauropoda dell'Albiano    | Sauropoda dell'Albiano | Sauropoda dell'Albiano | Sauropoda dell'Albiano |
| Taxa                   | Presenza                  | Localizzazione         | Descrizione            | Immagine               |
| ---------------------- | ------------------------- | ---------------------- | ---------------------- | ---------------------- |
| - Aegyptosaurus        |                           | Africa                 |                        |                        |
| - Amazonsaurus         |                           |                        |                        |                        |
| - Argentinosaurus      |                           |                        |                        |                        |
| - Brachiosaurus        | ? Brachiosaurus nougaredi | Wargla, Algeria        |                        |                        |
| - Chubutisaurus        |                           |                        |                        |                        |
| - Jobaria              | Aptiano o Albiano         |                        |                        |                        |
| - Sauroposeidon        |                           |                        |                        |                        |

### †Theropoda (non Aves)
| Theropoda dell'Albiano | Theropoda dell'Albiano | Theropoda dell'Albiano | Theropoda dell'Albiano | Theropoda dell'Albiano |
| Taxa                   | Presenza               | Localizzazione         | Descrizione            | Immagine               |
| ---------------------- | ---------------------- | ---------------------- | ---------------------- | ---------------------- |
| - Acrocanthosaurus     |                        | Nord America           |                        |                        |
| - Alxasaurus           |                        | Asia                   |                        |                        |
| - Angaturama           |                        | Sud America            |                        |                        |
| - Cristatusaurus       |                        | Niger                  |                        |                        |
| - Deinonychus          |                        | Nord America           |                        |                        |
| - Erectopus            |                        |                        |                        |                        |
| - Genusaurus           |                        | Francia                |                        |                        |
| - Irritator            |                        | South America          |                        |                        |
| - Fukuiraptor          |                        | Giappone               |                        |                        |
| - Suzhousaurus         |                        | Asia                   |                        |                        |
| - Spinosaurus          |                        | Africa                 |                        |                        |
| - Suchomimus           |                        | Africa                 |                        |                        |
| - Timimus              |                        |                        |                        |                        |
| - Xinjiangovenator     |                        |                        |                        |                        |
| - Xiongguanlong        |                        | Asia                   |                        |                        |

### †Ammoniti

#### †Ammonitida
- Moffitites

##### Origine negli strati dell'Albiano inferiore
Ammoniti i cui fossili sono stati ritrovati per la prima volta negli strati dell'Albiano inferiore. Alcuni di questi generi sono sopravvissuti nell'Albiano superiore o in stadi successivi.
- Aioloceras
- Anacleoniceras
- Anadesmoceras
- Anisoceras
- Arcthoplites
- Brancoceras
- Brewericeras
- Cleoniceras
- Cymahoplites
- Douvilleiceras
- Epileymeriella
- Eubranoceras
- Farnhamia
- Hoplites
- Kossmatella
- Labeceras
- Leconteites
- Lemuroceras
- Leymeriella
- Lyelliceras
- Neobibolites
- Otohoplites
- Oxytropidoceras
- Paracanthoplites
- Parasilesites
- Parengonoceras
- Plictetia
- Prohelicoceras
- Proleymeriella
- Prolyelliceras
- Protohoplites
- Pseudoleymeriella
- Pseudosonneratia
- Puzosia
- Puzosigella
- Rhytidohoplites
- Rossalites
- Silesitoides
- Sokolovites
- Sonneratia
- Tegoceras
- Tetrahoplites
- Tetrahoplitoides
- Zealandites

##### Origine negli strati dell'Albiano intermedio
Ammoniti i cui fossili sono stati ritrovati per la prima volta negli strati dell'Albiano intermedio. Alcuni di questi generi sono sopravvissuti nell'Albiano superiore o in stadi successivi.
- Anagaudryceras
- Anahoplites
- Astiericeras
- Dimorphoplites
- Dipoloceras
- Dipoloceroides
- Engonoceras
- Epihoplites
- Euhoplites
- Falciferella
- Falloticeras
- Gastroplites
- Hamitoides
- Hysteroceras
- Isohoplites
- Manuaniceras
- Mojsisoviczia
- Mortoniceras
- Ostlingoceras
- Protengonoceras
- Proturrilitoides
- Pseudhelicoceras
- Scaphamites
- Subarcthoplites
- Sulcohoplites
- Turrilitoides
- Venezoliceras
- Zuluscaphites

##### Origine negli strati dell'Albiano superiore
Ammoniti i cui fossili sono stati ritrovati per la prima volta negli strati dell'Albiano superiore. Alcuni di questi generi sono sopravvissuti in stadi successivi.

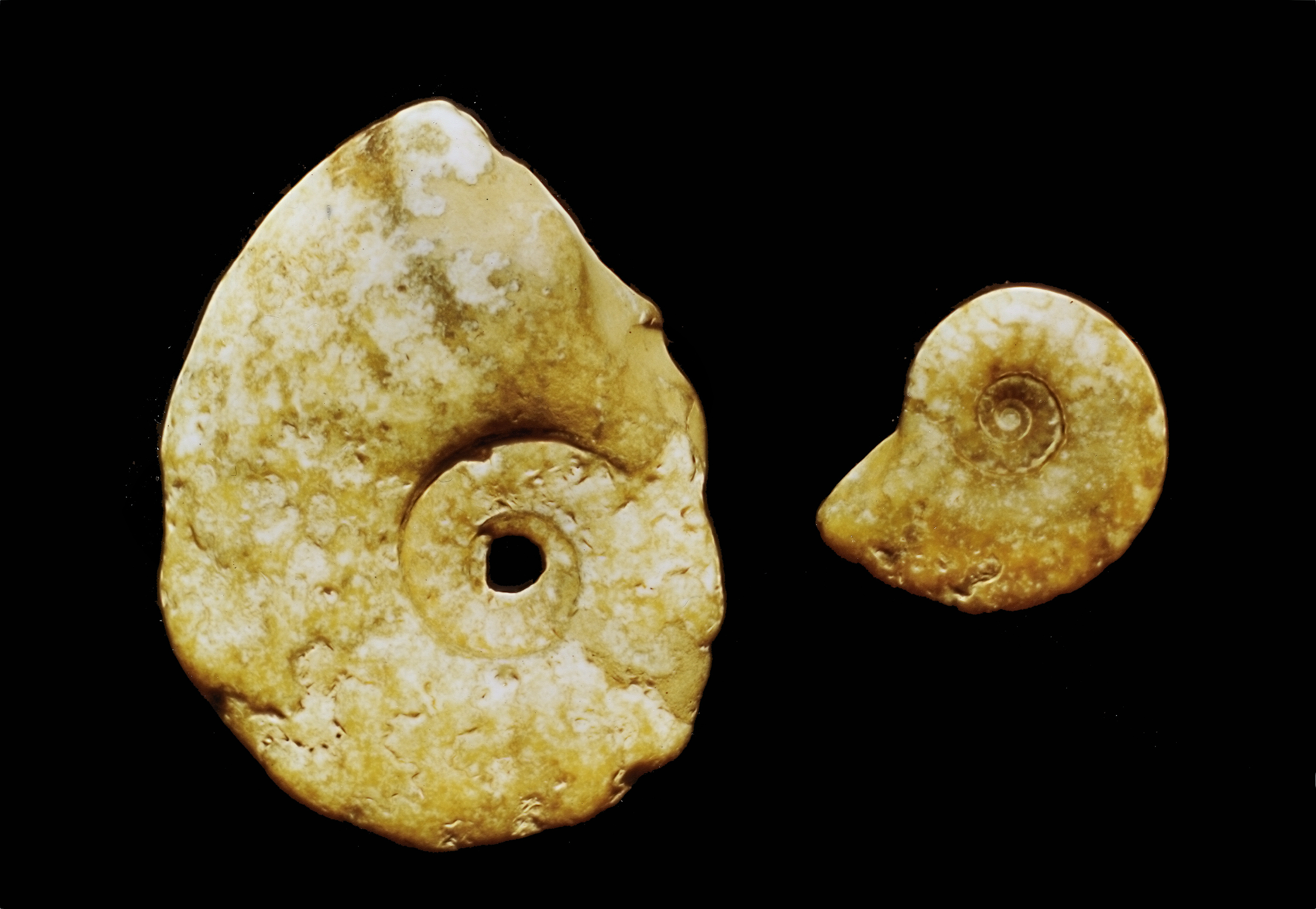
Schloenbachia

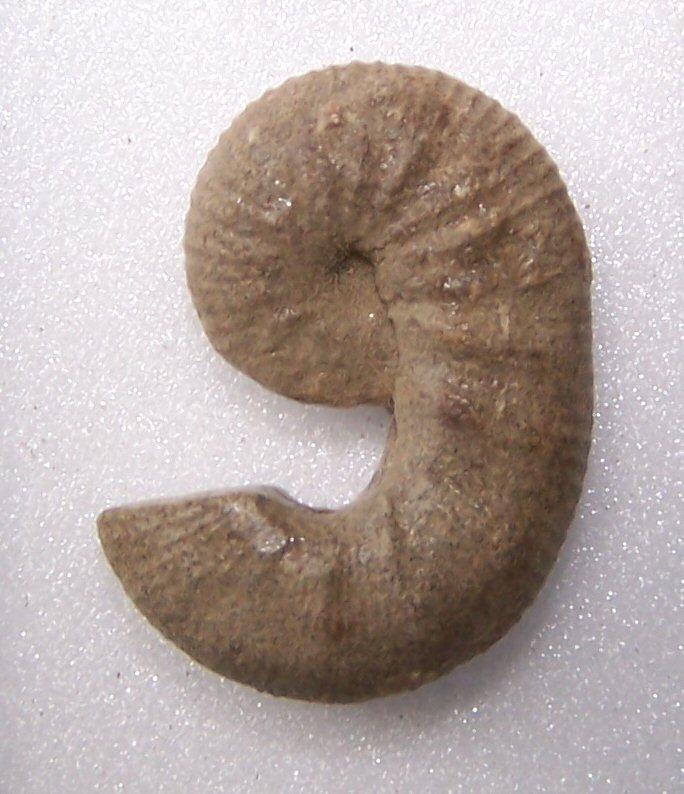
Scaphites

- Adkinsites
- Arestoceras
- Beudantiella
- Bhimaites
- Borissiakoceras
- Cainoceras
- Callihoplites
- Cantabrigites
- Cenisella
- Cottreauites
- Cyrtochilus
- Deiradoceras
- Diplasioceras
- Discohoplites
- Ellipsoceras
- Elobiceras
- Eogunnarites
- Eopachydiscus
- Eoscaphites
- Erioliceras
- Ficheuria
- Flickia
- Gaudryceras
- Gazdaganites
- Goodhallites
- Hemiptychoceras
- Hengestites
- Hypengonoceras
- Hyphoplites
- Idiohamites
- Karamaiceras
- Karamaites
- Koloceras
- Lechites
- Lepthoplites
- Lytodiscoides
- Mantelliceras
- Mariella
- Metengonoceras
- Myloceras
- Neogastroplites
- Neoharpoceras
- Neokentoceras
- Neophlycticeras
- Pachydesmoceras
- Paradolphia
- Paraturrilites
- Pervinquieria
- Plesiohamites
- Plesioturrilites
- Pleurohoplites
- Prohysteroceras
- Psilohamites
- Rusoceras
- Salaziceras
- Saltericeras
- Scaphites
- Schloenbachia
- Sciponoceras
- Semenovites
- Spathiceras
- Stoliczkaia
- Stomohamites
- Worthoceras

### Belemniti
| Belemniti dell'Albiano | Belemniti dell'Albiano | Belemniti dell'Albiano | Belemniti dell'Albiano | Belemniti dell'Albiano |
| Taxa                   | Presenza               | Localizzazione         | Descrizione            | Immagine               |
| ---------------------- | ---------------------- | ---------------------- | ---------------------- | ---------------------- |
| - Belospirula          |                        |                        |                        |                        |
| - Dimitobelus          |                        |                        |                        |                        |

### Nautiloidi
| Nautiloida dell'Albiano | Nautiloida dell'Albiano | Nautiloida dell'Albiano | Nautiloida dell'Albiano | Nautiloida dell'Albiano |
| Taxa                    | Presenza                | Localizzazione          | Descrizione             | Immagine                |
| ----------------------- | ----------------------- | ----------------------- | ----------------------- | ----------------------- |
| - Deltoidonautilus      |                         |                         |                         |                         |

### Phylloceratina
- Carinophylloceras